# Собор Вознесения Господня (Вршац)
Собор Вознесения Господня (рум. Catedrala Înălţarea Domnului din Vârşeţ, серб. Саборна Црква Вазнесења Господњег) — кафедральный собор епархии Дакии Феликс Румынской православной церкви в городе Вршац в Сербии.

## История
Румынская православная община Вершца была основана в 1909 году, а до этого православные румыны города относились к приходу села Мало-Средиште. В 1910—1912 годах стараниями протоиерея Траяна Опри и директора румынского банка доктора Петра Цепеняги для нужд общины построен этот храм. Свою лепту в строительство внесли 80 ктиторов. Церковь расписана художником Виргилом Симионеску, работы по дереву выполнили братья Нистор и Иосиф Босиок. В 1913 году освящена епископом Карансебешским Мироном (Кристей) (Германштадтская митрополия).
В июне 2013 года отмечено столетие воздвижения храма. В честь праздника установлен бюст Мирона (Кристи) и памятные доски в честь протоиерея Траяна Опри и руководителя церковного хора Иона Виду. Тогда же была презентована первая монография по истории храма «Собор Вознесения Господня в Выршеце. Церковная история и искусство» (рум. „Catedrala «Înălţarea Domnului» din Vârşeţ. Istorie şi artă bisericească“), которую написал архимандрит Лонгин (Мунчан).